# Suimanga d'Úrsula
El suimanga d'Úrsula (Cinnyris ursulae) és un ocell de la família dels nectarínids (Nectariniidae).

## Hàbitat i distribució
Habita els boscos de les muntanyes de Camerun i l'illa de Bioko.